# Gerald Petievich
Gerald Petievich (geb. 1944) ist ein US-amerikanischer Schriftsteller, der sich auf Kriminalromane und Thriller spezialisiert hat.
Er diente vor seiner Karriere als Schriftsteller im United States Secret Service als Special Agent (1970 bis 1985).
Folgende Werke Petievichs wurden verfilmt: Leben und Sterben in L.A. (To Live and Die in L.A.), The Sentinel – Wem kannst du trauen? (The Sentinel) und Boiling Point – Die Bombe tickt (Boiling Point) nach dem Roman Money Men. Petievich schrieb auch an den Drehbüchern dieser Filme mit.
Petievich hat in Leben und Sterben in L.A. auch einen Cameo-Auftritt als Special Agent. 2003 erschien ein Dokumentarfilm über den Dreh zu Leben und Sterben in L.A.
Er lebt in San Gabriel.

## Werke
- Money Men. Pinnacle Books, 1983, ISBN 978-0-523-41154-5 (google.com). reprint Penguin Group USA, 1991, ISBN 978-0-451-17052-1
- To Die in Beverly Hills. Arbor House, 1983, ISBN 978-0-87795-487-3 (google.com).
- One Shot Deal. Gerald Petievich, 1983 (google.com). reprint Penguin Group (USA) Incorporated, 1991, ISBN 978-0-451-17046-0
- To Live and Die in LA. Arbor House, 1984, ISBN 978-0-87795-533-7 (google.com). Gerald Petievich, 2001, ISBN 978-1-930916-00-5
- The Quality of the Informant. Arbor House, 1985, ISBN 978-0-87795-619-8 (google.com).
- Shakedown. Simon and Schuster, 1988, ISBN 978-0-671-63154-3 (google.com).
- Earth Angels. New American Library, 1989, ISBN 978-0-453-00680-4 (google.com). Gerald Petievich, 2001, ISBN 978-1-930916-15-9
- Paramour. Dutton, 1991, ISBN 978-0-525-93364-9 (google.com). Gerald Petievich, 2001, ISBN 978-1-930916-17-3
- The Sentinel. Berkley, 2003, ISBN 978-0-425-18879-8 (google.com).